# Капролактам
Капролактам (гексагидро-2H-азепин-2-он) — циклический амид (лактам) ε-аминокапроновой кислоты, бесцветные кристаллы; Τкип = 262,5 °C, Τпл = 68—69 °C.

## Свойства
Белые кристаллы, хорошо растворимые в воде, спирте, эфире, бензоле. Капролактам — циклический амид ε-аминокапроновой кислоты. В промышленности для производства капролактама исходным сырьём служит бензол. При нагревании в присутствии небольших количеств воды, спирта, аминов, органических кислот и некоторых других соединений капролактам полимеризуется с образованием полиамидной смолы, из которой получают волокно капрон.
Водные растворы кислот и щелочей вызывают гидролиз капролактама до ε-аминокапроновой кислоты.
До января 2019 года капролактам являлся единственным веществом, занесённым агентством по изучению рака в список неканцерогенных веществ (группа 4) . В 2019 году агентство исключило группу 4 из классификации , и перенесло капролактам в группу 3 ("не классифицируемые как канцерогенные для человека вещества") .

## Получение
Существует несколько промышленных методов синтеза капролактама, все они на завершающей стадии технологической цепи включают перегруппировку Бекмана циклогексаноноксима в капролактам при действии олеума или концентрированной серной кислоты при 60—120 °C:
Побочным продуктом на этой стадии является сульфат аммония, используемый в качестве минерального удобрения.
В свою очередь, существует несколько методов синтеза циклогексаноноксима, в которых качестве исходного сырья могут использоваться фенол, бензол или толуол, что и определяет технологические схемы производств.

### Фенольный процесс
Исторически первым процессом производства капролактама был процесс, использующий в качестве исходного сырья фенол. На первой стадии в этом процессе фенол гидрируется до циклогексанола над катализатором Pd/Al2O3 или Ni-Cr/Al2O3 при 120—140 °C и давлении 1—1,5 МПа либо 130—150 °C и 1,5—2,5 МПа соответственно:
Циклогексанол затем дегидрируется до циклогексанона (1), из которого затем реакцией с избытком водного раствора сульфата гидроксиламина в присутствии щелочи или аммиака при 0—100 °C получают циклогексаноноксим (2) и далее перегруппировкой Бекмана капролактам (3):

### Бензольные процессы
Другой группой процессов синтеза капролактама являются процессы, в которых в качестве исходного сырья используется бензол. Они стали разрабатываться позже фенольного, когда мировой рынок насытился ацетоном — побочным продуктом производства фенола, и особенно — позднее, когда фенол, в отличие от бензола, стал дефицитным. Один из таких процессов был разработан в середине XX века в Государственном научно-исследовательском и проектном институте азотной промышленности и продуктов органического синтеза (ГИАП).
Первой стадией этих процессов является каталитическое гидрирование бензола до циклогексана над Pt/Al2O3 или никель-хромовым катализатором при 250—350 и 130—220 °C соответственно.
В наиболее распространённом бензольном процессе далее проводят жидкофазное каталитическое окисление циклогексана в циклогексанол («анол», в качестве примеси при этом образуется циклогексанон — «анон»):
и дальнейшего дегидрирования циклогексанола в циклогексанон (на цинк-хромовых при 360—400 °C, цинк-железных при 400 °C или медь-магниевых при 260—300 °C катализаторах), который через оксим затем превращается в капролактам. Выход капролактама ~85—88 % в пересчёте на бензол.
При методе прямого оксимирования циклогексан, полученный гидрированием бензола, нитрозируют нитрозилхлоридом при ультрафиолетовом облучении, получающийся нитрозоциклогексан in situ таутомеризуется в циклогексаноноксим.

### Толуольный процесс
При синтезе капролактама из толуола первой стадией является окисление толуола до бензойной кислоты, катализируемое бензоатом кобальта, затем бензойную кислоту гидрируют до циклогексилкарбоновой кислоты при 170 °C и 1,4—1,5 МПа (катализатор — палладий на угле).
Циклогексилкарбоновая кислота далее нитрозируется нитрозилсерной кислотой при 75—80 °C. Реакция нитрозирования сопровождается декарбоксилированием, перегруппировкой образовавшегося нитрозоциклогексана в циклогексаноноксим и его перегруппировкой в капролактам под действием высвобождающейся при нитрозировании серной кислоты. Поскольку при нитрозировании на одной технологической стадии происходят четыре последовательных реакции, процесс недостаточно селективен и получаемый этим методом капролактам-сырец нуждается в дополнительной сложной очистке. Выход капролактама ~70 % в расчёте на толуол.

## Techni-Chem процесс
В процессе Techni-Chem на первой стадии ацилируют циклогексанон кетеном с образованием циклогексенилацетата, который затем нитруют с отщеплением уксусной кислоты, получая 2-нитроциклогексанон.
2-Нитроциклогексанон затем подвергается гидролизу с образованием ε-нитрокапроновой кислоты, которую восстанавливают до ε-аминокапроновой кислоты; последнюю дегидратируют в капролактам при 300 °C и давлении 100 бар.
Главным преимуществом Techni-Chem процесса является минимизация образования побочных продуктов: уксусная кислота, отщепляющаяся при нитровании циклогексенилацетата, может быть пиролизована в кетен.

## Применение
Капролактам используется, в основном, для получения полиамидных пластмасс и волокон (капрон, нейлон, полиамид). Полиамидные волокна и нити, как правило, применяются в производстве текстиля, ковровых покрытий, промышленных нитей, используемых в свою очередь для изготовления шинного корда. Кордная нить — крупнейший и наиболее быстрорастущий сегмент рынка ПА6.
Основная часть мирового потребления приходится на нити и волокна, значительное количество потребляется также в производстве конструкционных пластмасс. Остальной объём используется для изготовления упаковочных плёнок и других материалов.
Смола ПА6 также является основной для производства конструкционных пластиков, используемых для производства компонентов электронной и электрической техники, автомобильных деталей.
В упаковочной отрасли применяется ориентированная полиамидная плёнка, также изготовленная на основе смолы ПА6.
Небольшие объёмы капролактама уходят на синтез лизина, а также в качестве агента в производстве полиуретана.